# Idiocera leda
Idiocera leda är en tvåvingeart som först beskrevs av Alexander 1968.  Idiocera leda ingår i släktet Idiocera och familjen småharkrankar.
Artens utbredningsområde är Pakistan. Inga underarter finns listade i Catalogue of Life.